# Barthélémy François Mousin
Barthélémy François Mousin, né le 24 août 1738 à Maubeuge, mort le 13 janvier 1820 à Vaugirard (Seine), est un général de la Révolution française.

## Biographie
Il entre en service en 1755, comme soldat au régiment d'Agénois et fait les campagnes en Allemagne de 1757 à 1762. Il est blessé à la jambe droite le 22 décembre 1757. En 1771, il est désigné porte-drapeau dans le même régiment et il fait les campagnes en Amérique de 1777 à 1781. Il est admis comme lieutenant aux Invalides en 1781, et en 1783, il est lieutenant à la 1re compagnie de sous-officiers invalides détachés.
En 1790 il passe capitaine en second de la 6e compagnie de sous-officiers invalides détachés, et le 3 septembre 1792, il est élu lieutenant-colonel commandant le 4e bataillon de volontaires de Paris. Le 21 juillet 1793 il devient chef de brigade commandant la 108e demi-brigade de première formation, formée des unités suivantes : 
2e bataillon du 54e régiment d'infanterie ci-devant Royal Roussillon du 1er bataillon de volontaires du Lot et du 2e bataillon de volontaires du Lot.
Le 25 septembre 1793 il est nommé général de brigade à l'armée de la Moselle, et le 7 novembre suivant il devient général de division. Il est mis en non-activité le 13 juin 1795 de par ses infirmités.
De retour au service comme volontaire lors de l'insurrection royaliste du 13 vendémiaire an IV, il est blessé à la main droite en défendant la Convention nationale et doit demander sa mise à la retraite, qui lui est accordée le 31 mars 1796.
Il meurt le 13 janvier 1820 à Vaugirard près de Paris.

## Sources
- (en) « Generals Who Served in the French Army during the Period 1789 - 1814: Eberle to Exelmans »
- Z. Piérart, Recherches historiques sur Maubeuge et son canton, et les communes limitrophes, édition Levecque, Maubeuge, 1851, p. 219.
- Charles-Louis Chassin & Léon Hennet : Les volontaires nationaux pendant la Révolution Volume 1